# Le Nettoyage ethnique de la Palestine
Le Nettoyage ethnique de la Palestine est un livre écrit par le nouvel historien Ilan Pappé et publié en 2006 par Oneworld Publications. Le livre parle de l'expulsion et de la fuite des Palestiniens en 1948, qui, selon Pappé, étaient en fait un nettoyage ethnique prémédité.
Cette thèse a été soutenue et reprise par de nombreux historiens et n’est plus guère contestée par la communauté universitaire, excepté en Israël. Elle y est couramment admise par les historiens professionnels israéliens, les plus conservateurs se contentant de la justifier.[réf. nécessaire]

## Contenu de l’ouvrage
La thèse du livre est que l’exode palestinien pendant la guerre de Palestine de 1948 était un objectif du mouvement sioniste ressenti comme une nécessité pour l'établissement d'Israël en tant qu'État juif. Selon Pappé, l’expulsion et la fuite des Palestiniens en 1948 résultaient d'un nettoyage ethnique planifié de la Palestine, mis en œuvre par David Ben Gourion et un groupe de conseillers désignés par Pappé sous le nom de « Conseil » (ce qui est une de ses innovations,). L'ouvrage soutient que le nettoyage ethnique a été mis en œuvre par l'expulsion systématique d'environ 500 villages arabes, ainsi que par des attaques terroristes exécutées par les milices de l'Irgoun, du Lehi et de la Haganah contre la population civile. Ilan Pappé fait également référence au Plan Dalet et aux dossiers Village comme preuve des expulsions planifiées.
L'idée que les événements de 1948 étaient le résultat d'une expulsion planifiée avait déjà été suggérée par les historiens Walid Khalidi dans Plan Dalet : Le plan directeur sioniste pour la conquête de la Palestine (1961) et Nur Masalha dans Expulsion des Palestiniens : Le concept de « transfert » dans la pensée politique sioniste (1991).

## Rédaction et publication
Ilan Pappé rédige cet ouvrage en Israël après l’affaire Katz mais le publie en exil, au Royaume-Uni.
En France, l’ouvrage est traduit assez rapidement, et publié par Fayard en 2008. Remportant un nouveau succès de librairie fin 2023, il est retiré « définitivement » de la commercialisation le 7 novembre par l’éditeur, pour des raisons de contrat selon lui, pour des raisons touchant au soutien à la politique d’Israël selon Actualitté puis remis en vente dans une nouvelle édition début 2024 par La Fabrique après avoir subi « une forme de censure » dans la « vague de maccarthysme pro-israélien » selon l'historien Didier Monciaud ,. Son premier éditeur, Henri Trubert, critique une décision « doublement lamentable [...] qui révèle la dégradation du débat intellectuel dans notre pays ». La suspension des ventes du livre a eu lieu après que Hachette Livre, la société faîtière de Fayard, a été rachetée par le milliardaire français Vincent Bolloré en novembre 2023.

## Réception critique

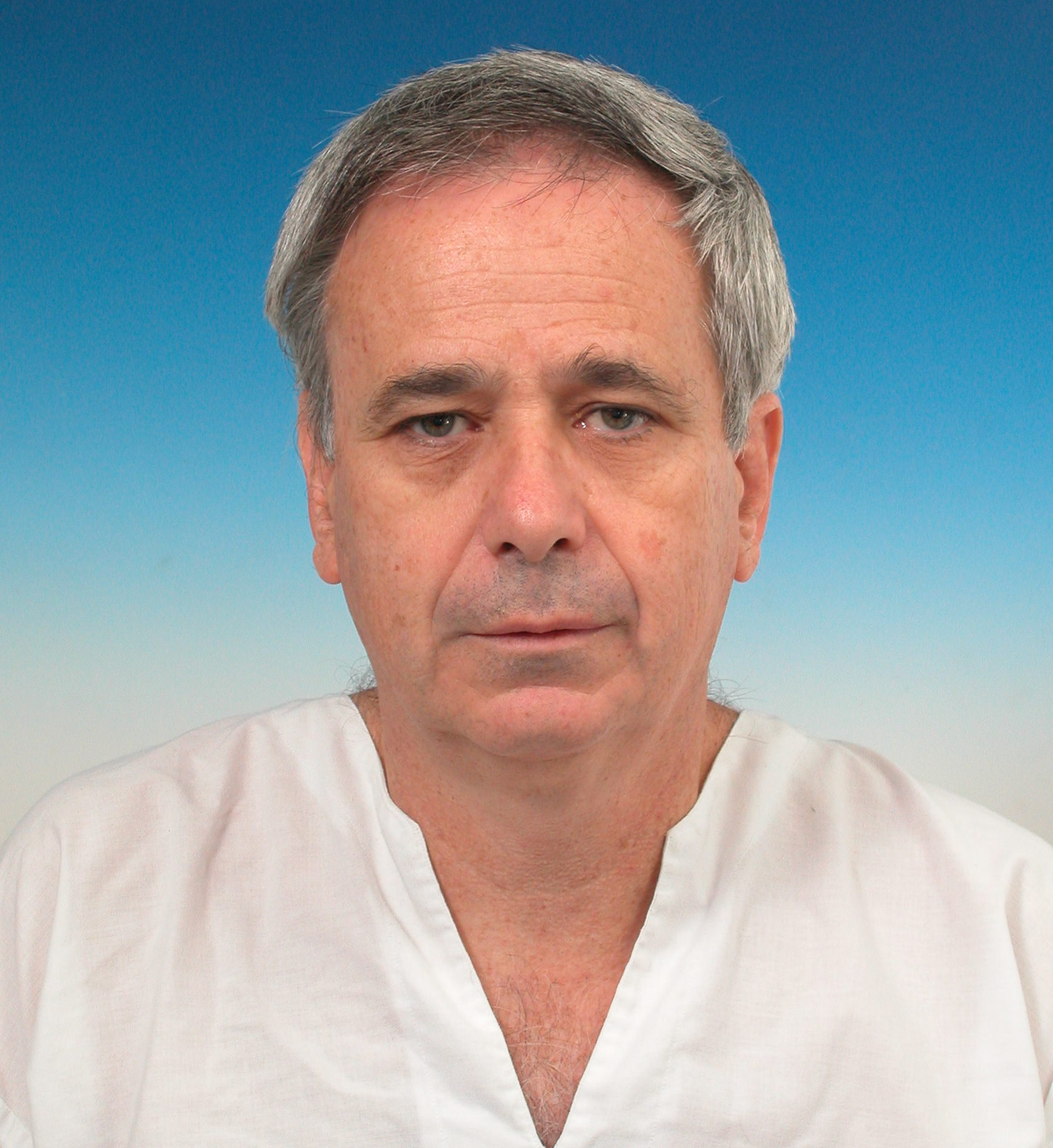
Ilan Pappé en 2008.

Yoav Gelber a publié une réponse critiquant l'interprétation du Plan D faite par Walid Khalidi et Ilan Pappé : Histoire et Invention. Le Plan D était-il un plan de nettoyage ethnique ? (2006).
Benny Morris a proposé plusieurs interprétations. La conclusion de son ouvrage La naissance du problème des réfugiés palestiniens (1989) est que l'exode était le « résultat de la guerre, et non une intention ». Néanmoins, il a déclaré plus tard que « rétrospectivement, il est clair que ce qui s'est passé en Palestine en 1948 était une sorte de nettoyage ethnique des zones arabes par les Juifs. Il est impossible de dire combien des 700 000 Palestiniens environ qui sont devenus des réfugiés en 1948 ont été physiquement expulsés, par opposition à une simple fuite d'une zone de combat. » Dans une interview accordée à Ha'aretz en 2004, il a également défendu l'idée qu'avoir procédé à un nettoyage ethnique en 1948 avait été un meilleur choix pour les Juifs que de vivre un génocide. Dans son dernier livre sur la guerre de 1948 (1948 : A History the First Arab-Israeli War (2006)), il apporte des nuances et déclare que « pendant la guerre de 1948, (...) bien qu'il y ait eu des expulsions et bien qu'une atmosphère de ce qui serait plus tard appelé nettoyage ethnique ait prévalu pendant les mois critiques, le transfert n'est jamais devenu une politique sioniste générale ou déclarée. Ainsi, à la fin de la guerre, même si une grande partie du pays avait été « nettoyée » des Arabes, d’autres parties du pays – notamment la Galilée centrale – restaient avec d’importantes populations arabes musulmanes (...). ». Et que « le transfert était inévitable ».
En France, Didier Monclaud salue un « [livre d’histoire] riche et stimulant devenu ouvrage de référence [...] loin des approches réductrices, mensongères ou partiales... ». Olivier Pironet, dans Le Monde diplomatique de juillet 2025, note le "caractère engagé" de l'ouvrage et le qualifie de "référence concernant les racines du "conflit israélo-palestinien " et la question des réfugiés" et "la dimension coloniale et raciste du sionisme". Parmi les points abordés par Pappé que O. Pironet juge importants, la réfutation du mythe israélien de la fuite volontaire des Arabes en 1948, et les preuves d'opérations d'expulsion afin de garantir une homogénéité ethnique d'Israël, accompagnées d'atrocités . 

### Analyse dans des revues spécialisées
Dans son compte-rendu publié dans le Middle East Journal, le professeur Uri Ram de l'université Ben Gourion conclut que « Pappé propose ici un livre très important et audacieux qui remet en cause l'historiographie israélienne » ainsi que « la mémoire collective et, plus important encore, la conscience israélienne ».
Seif Da'Na, sociologue, salue l’importance du livre, qui reconstruit méticuleusement le nettoyage ethnique à partir des archives et déconstruit le récit sioniste.
Jørgen Jensehaugen, dans le Journal of Peace Research, tout en qualifiant le livre de « bonne lecture », reproche à Pappé d'avoir affirmé que l'expulsion planifiée des Palestiniens était « la raison de la guerre », plutôt que simplement « un aspect des différents plans de guerre ».
Ephraim Nimni, dans le Journal of Palestine Studies, félicite Pappé pour le « caractère polémique » du livre, mais affirme que les dirigeants sionistes n'étaient pas les seuls responsables du nettoyage ethnique :
« En conséquence, même si la chronologie de Pappé est correcte, et il n’y a pas de raison d’en douter, le livre ne fournit pas une explication suffisante pour le nettoyage ethnique de la Palestine. Peu importe à quel point les planifications des leaders du Yichouv aient été méticuleuses, elles n’auraient pas été utiles sans une concordance inespérée d’évènements internationaux (la Shoah, le début de la Guerre froide, la fermeture des pays occidentaux à l’immigration juive, l’émancipation des colonies d’Afrique du Nord, et le dernier mais non le moindre l’hégémonie du modèle de l’État-nation comme le seul viable pour l’émancipation nationale). »
Laila Parsons, de l'université McGill, a écrit à propos du livre que « Ilan Pappé a ajouté un autre ouvrage aux nombreux ouvrages déjà écrits en anglais sur la guerre israélo-arabe de 1948 et l’expulsion de plus de 750 000 Palestiniens de leurs foyers. Parmi eux figurent ceux de Walid Khalidi, Simha Flapan, Nafez Nazzal, Benny Morris, Nur Masalha et Norman Finkelstein, entre autres. Tous ces auteurs, sauf Morris, seraient probablement d'accord avec la position de Pappé selon laquelle ce qui est arrivé aux Palestiniens en 1948 correspond à la définition du nettoyage ethnique, et ce n'est certainement pas une nouveauté pour les Palestiniens eux-mêmes, qui ont toujours su ce qui leur est arrivé ». Malgré toutes les qualités qu’elle relève, elle note cependant que Pappé n’explore pas les contre-arguments possibles à partir des documents qu’il a exploité.
Ahmad H. Sa'di, dans International Affairs, a « vivement recommandé » le livre.
Le travail d’Ilan Pappé a servi de support à une recherche de John Docker (qui salue une analyse séminale) qui le fait dialoguer avec les travaux publiés et non-publiés de Raphael Lemkin sur le génocide, ce qui le conduit à rejeter l’usage du terme nettoyage ethnique, qu’il considère comme un euphémisme de génocide favorable aux génocidaires.
Pour Sylvain Urfer, « On comprend que personne n’ait osé accuser les Juifs de nettoyage ethnique au lendemain de la Shoah. Il n’en reste pas moins étonnant "que le nettoyage ethnique de 1948 (ait) été presque entièrement extirpé de la mémoire collective mondiale et effacé de la conscience du monde." ».

### Dans les médias grand public
L’historien Benny Morris a publié une critique de l’ouvrage  dans The New Republic . Il écrit : « Au mieux, Ilan Pappé doit être l'un des historiens les plus négligents du monde ; au pire, l'un des plus malhonnêtes. En vérité, il mérite probablement une place quelque part entre les deux. » Morris soutient que « de telles distorsions, grandes et petites, caractérisent presque chaque page de The Ethnic Cleansing of Palestine. »
Ian Black, rédacteur en chef du Guardian pour le Moyen-Orient, l'a qualifié de « catalogue d'intimidation, d'expulsion et d'atrocité. » Il a également souligné que Pappé « rend un mauvais service à la compréhension historique en ignorant l'humeur et les motivations des Juifs, si peu de temps après la fin d'une guerre au cours de laquelle six millions de personnes ont été exterminées par les nazis ». En résumé :
« Sans vouloir en faire trop, il est difficile de dire ce qui est nouveau dans ce récit. Le plan discuté à Tel Aviv, le plan Daleth, est connu depuis des années. Il est clair depuis longtemps que les Palestiniens n’ont pas été, comme c’est habituellement dit, encouragés à quitter leurs foyers « temporairement » par les leaders Arabes. Le jeune État israélien n’a pas été envahi, selon la vieille histoire de David contre Goliath, par cinq armées arabes. L’Égypte a attaqué au sud, et la Jordanie et l’Irak sont entrées dans la partie de la Palestine destinée aux Arabes par l’ONU. Le livre met à nu le nettoyage ethnique de la Palestine comme le péché originel d’Israël — mais sans circonstances atténuantes. »
David Pryce-Jones, dans la Literary Review, qualifie Pappé d’« universitaire israélien qui s'est fait un nom en détestant Israël et tout ce qu'il représente. »
« Pour lui, les soldats et les politiques israéliens sont, tous autant qu’ils sont, des meurtriers. Les forêts ont été plantées pour recouvrir le passé. Les maisons sont de "monstrueuses villas pour riches Américains juifs". Tout ce qui est israélien est laid, tout ce qui est palestinien est beau. Comme preuve de la monstruosité israélienne, il se fonde sur des citations de son précédent ouvrage ou sur des polémistes palestiniens, et par-dessus tout sur les témoignages oraux de réfugiés palestiniens. Plus d’un demi-siècle de conflit militaire et idéologique ont passé depuis cet exode, mais Pappé déclare croire que tout ce qu’ils disent est vrai. »
Stephen Howe, professeur d'histoire du colonialisme à l'université de Bristol, a déclaré que le livre de Pappé était un mélange souvent convaincant d'argumentation historique et de traité politico-moral. Selon Howe, même si le livre ne sera pas le dernier mot sur les événements de 1948, il constitue « une intervention majeure dans un débat qui va et doit continuer ».

## Admission de la thèse par les historiens
L’ouvrage rejoint d’autres travaux des historiens Khalidi et Richard Falk sur le même sujet.
En 2008, l’historienne Rosemary M. Esber a publié Under the Cover of War : The Zionist Expulsion of the Palestinians (en anglais : Sous le couvert de la guerre : L’expulsion sioniste des Palestiniens) dans lequel elle expose une thèse identique à celle d’Ilan Pappé, en s’appuyant cette fois sur des archives britanniques, à savoir que l’expulsion des Palestiniens était planifiée par les chefs du Yishouv.
Dans son ouvrage Sacred Landscape (2000), Meron Benvenisti écrivait déjà que les expulsions de 1948 étaient « dangereusement proches de correspondre à la définition du nettoyage ethnique ».
Les historiens néo-sionistes, s’appuyant sur les mêmes archives, décrivent les mêmes faits, en les justifiant : « La politique mise en œuvre à l’encontre des villages arabes qui étaient occupés reposait sur leur complète destruction, et sur l’expulsion des villageois qui restaient. Ces actions étaient menés en vertu de l’application la plus stricte du plan Dalet. ».
En 2016, Daniel Blatman proteste contre le déni israélien du nettoyage ethnique opéré en 1948.

## Traductions
- en allemand :
  - Die ethnische Säuberung Palästinas, Zweitausendeins, Francfort-sur-le-Main, 2007,  (ISBN 978-3-86150-791-8)
  - Die ethnische Säuberung Palästinas, Haffmans & Tolkemitt, Berlin 2014,  (ISBN 978-3-942989-86-2)
  - Die ethnische Säuberung Palästinas, Westend-Verlag, Francfort-sur-le-Main 2019,  (ISBN 978-3-864892-58-5) (édition révisée)
- en espagnol : La limpieza étnica de Palestina, Editorial Critica, 2009.  (ISBN 978-8-49892028-4)
- en français :
  - Le Nettoyage ethnique de la Palestine, Paris : Fayard, 2008.  (ISBN 978-2-213-63396-1) ;
  - Le Nettoyage ethnique de la Palestine, commenté par Dominique Vidal, Paris : La Fabrique éditions, 2024.  (ISBN 978-2-35872-280-3) ;
- en néerlandais : De etnische zuivering van Palestina, 2008,  (ISBN 978-90-597-7299-1)
- en italien : La pulizia etnica della Palestina, Fazi editore, 2008.  (ISBN 978-8-88112908-9)
- en portugais : A limpeza étnica da Palestina, São Paulo : Editora Sundermann, 2016